# Reprezentacja Włoch U-17 w piłce nożnej mężczyzn
Reprezentacja Włoch U-17 w piłce nożnej - juniorska reprezentacja piłkarska Włoch. Prowadzona jest przez Włoski Związek Piłki Nożnej.
Występują w niej wyłącznie zawodnicy, którzy w momencie przeprowadzania imprezy docelowej, jaką są rozgrywane corocznie Mistrzostwa Europy U-17 w Piłce Nożnej, mają 17 lub mniej lat.

## Historia występów w Mistrzostwach Europy U-17
- 2002: Nie zakwalifikowała się
- 2003: Faza grupowa
- 2004: Nie zakwalifikowała się
- 2005: 3. miejsce
- 2006: Nie zakwalifikowała się
- 2007: Nie zakwalifikowała się
- 2008: Nie zakwalifikowała się
- 2009: Półfinał
- 2010: Nie zakwalifikowała się
- 2011: Nie zakwalifikowała się
- 2012: Nie zakwalifikowała się
- 2013: 2. miejsce
- 2014: Nie zakwalifikowała się
- 2015: Ćwierćfinał

## Historia występów w Mistrzostwach Świata U-17
| Mistrzostwa Świata U-17 | Mistrzostwa Świata U-17 | Mistrzostwa Świata U-17 | Mistrzostwa Świata U-17 | Mistrzostwa Świata U-17 | Mistrzostwa Świata U-17 | Mistrzostwa Świata U-17 | Mistrzostwa Świata U-17 | Mistrzostwa Świata U-17 |
| Rok                     | Runda                   | Pozycja                 | M                       | Z                       | R*                      | P                       | Br+                     | Br-                     |
| ----------------------- | ----------------------- | ----------------------- | ----------------------- | ----------------------- | ----------------------- | ----------------------- | ----------------------- | ----------------------- |
| 1985                    | Faza grupowa            | 13.                     | 3                       | 1                       | 0                       | 2                       | 3                       | 4                       |
| 1987                    | 4. miejsce              | 4.                      | 6                       | 3                       | 1                       | 2                       | 8                       | 4                       |
| 1989                    | Nie zakwalifikowała się | Nie zakwalifikowała się | Nie zakwalifikowała się | Nie zakwalifikowała się | Nie zakwalifikowała się | Nie zakwalifikowała się | Nie zakwalifikowała się | Nie zakwalifikowała się |
| 1991                    | Faza grupowa            | 10.                     | 3                       | 0                       | 2                       | 1                       | 2                       | 3                       |
| 1993                    | Faza grupowa            | 10.                     | 3                       | 0                       | 1                       | 2                       | 1                       | 6                       |
| 1995                    | Nie zakwalifikowała się | Nie zakwalifikowała się | Nie zakwalifikowała się | Nie zakwalifikowała się | Nie zakwalifikowała się | Nie zakwalifikowała się | Nie zakwalifikowała się | Nie zakwalifikowała się |
| 1997                    | Nie zakwalifikowała się | Nie zakwalifikowała się | Nie zakwalifikowała się | Nie zakwalifikowała się | Nie zakwalifikowała się | Nie zakwalifikowała się | Nie zakwalifikowała się | Nie zakwalifikowała się |
| 1999                    | Nie zakwalifikowała się | Nie zakwalifikowała się | Nie zakwalifikowała się | Nie zakwalifikowała się | Nie zakwalifikowała się | Nie zakwalifikowała się | Nie zakwalifikowała się | Nie zakwalifikowała się |
| 2001                    | Nie zakwalifikowała się | Nie zakwalifikowała się | Nie zakwalifikowała się | Nie zakwalifikowała się | Nie zakwalifikowała się | Nie zakwalifikowała się | Nie zakwalifikowała się | Nie zakwalifikowała się |
| 2003                    | Nie zakwalifikowała się | Nie zakwalifikowała się | Nie zakwalifikowała się | Nie zakwalifikowała się | Nie zakwalifikowała się | Nie zakwalifikowała się | Nie zakwalifikowała się | Nie zakwalifikowała się |
| 2005                    | Faza grupowa            | 13.                     | 3                       | 1                       | 1                       | 1                       | 6                       | 7                       |
| 2007                    | Nie zakwalifikowała się | Nie zakwalifikowała się | Nie zakwalifikowała się | Nie zakwalifikowała się | Nie zakwalifikowała się | Nie zakwalifikowała się | Nie zakwalifikowała się | Nie zakwalifikowała się |
| 2009                    | Ćwierćfinał             | -                       | 5                       | 3                       | 1                       | 1                       | 6                       | 4                       |
| 2011                    | Nie zakwalifikowała się | Nie zakwalifikowała się | Nie zakwalifikowała się | Nie zakwalifikowała się | Nie zakwalifikowała się | Nie zakwalifikowała się | Nie zakwalifikowała się | Nie zakwalifikowała się |
| 2013                    | 1/8 finału              | -                       | 4                       | 2                       | 0                       | 2                       | 3                       | 5                       |
| 2015                    | Nie zakwalifikowała się | Nie zakwalifikowała się | Nie zakwalifikowała się | Nie zakwalifikowała się | Nie zakwalifikowała się | Nie zakwalifikowała się | Nie zakwalifikowała się | Nie zakwalifikowała się |
| Łącznie                 | 7/16                    | -                       | 27                      | 10                      | 6                       | 11                      | 29                      | 33                      |

*Jako remisy liczone są także spotkania fazy pucharowej rozstrzygnięte po rzutach karnych.

## Osiągnięcia
- Mistrzostwa Europy U-16 w Piłce Nożnej
  - Mistrzostwo: 1982
- Mistrzostwa Świata U-17 w Piłce Nożnej

  - 4. miejsce: 1987